# Duitse koloniën in de Stille Oceaan

De voormalige Duitse gebieden in Oceanië.

De Duitse koloniën in de Stille Oceaan bestonden uit een aantal koloniën en protectoraten in het zuidelijke deel van de Stille Oceaan. Het betreft de gebiedsdelen Duits-Nieuw-Guinea (1884/1889-1914) en Duits-Samoa (1900-1914).

## Geschiedenis
Midden 19e eeuw werden Duitse handelaren actief in de Stille Oceaan. In Samoa vestigde het Hamburgse bedrijf J.C. Godeffroy & Sohn in 1857 een handelspost die tien jaar later werd uitgebreid met een plantage. Nieuwe posten werden in de jaren 70 door Eduard en Franz Hernsheim geopend in onder andere de Bismarckarchipel. Toen Godeffroy in 1879 failliet ging werden de belangen overgenomen door de Deutsche Handels- und Plantagen-Gesellschaft der Sűdsee-Inseln zu Hamburg.
In 1884 besloot de Duitse overheid om de diverse handelsposten over te nemen en onder overheidsgezag te plaatsen. Zo konden de handelsbelangen beter worden beschermd. Als eerste waren de Bismarckarchipel en Keizer Wilhelmsland aan de beurt (1884), gevolgd door de Marshalleilanden en Salomonseilanden (1885). Nieuw Guinea werd in 1885 een protectoraat onder gezag van de Neuguinea Kompagnie, totdat de overheid de kolonie in 1898 zelf onder zijn hoede nam. Samoa werd in 1888 overgenomen, maar werd bestuurd in samenspraak met het Verenigd Koninkrijk en de Verenigde Staten.
In 1914 brak de Eerste Wereldoorlog uit. Samoa werd zonder geweld door Australische troepen bezet. In Nieuw Guinea braken wel gevechten uit maar de Duitsers werden door de Australiërs verslagen. De Marshalleilanden en Carolinen kwamen in Japanse handen.
Nadat Duitsland in 1918 de oorlog had verloren, raakte zij in de Vrede van Versailles alle koloniën kwijt. Deze werden onder toezicht van de Volkenbond geplaatst.